# Max Löhrich
Max Löhrich (* 15. März 1883 in Alt-Limmritz, Kreis Sternberg, Neumark; † 27. September 1957 in München) war ein deutscher Fotograf und Bildberichterstatter. Als Lyriker mit eigenen Bildern und Texten war zudem Herausgeber von Heimatliteratur zu deutschen Landschaften.

## Leben
Max Löhrich wurde in der Gründerzeit des Deutschen Kaiserreichs 1883 in Alt-Limmritz als Sohn eines Brauermeisters geboren. Nach dem frühen Tod seiner Mutter im Jahr 1888 wuchs er als Halbwaise bei Verwandten in Fürstenberg und Berlin auf. Ebenfalls in Berlin durchlief er um die Jahrhundertwende eine Ausbildung zum Fotografen und gründete noch während der Kaiserzeit gemeinsam mit seinem Bruder Kurt verschiedenen Pressebüros in Feldkirch im österreichischen Vorarlberg sowie in Innsbruck und München.
Während des Ersten Weltkrieges fiel Löhrichs Bruder Kurt als Soldat im Jahr 1915 an der Front. Max Löhrich aber erhielt die Zulassung als Bildberichterstatter an der Westfront – als einer von hierzu insgesamt 39 zugelassenen Fotografen.
In der Weimarer Republik eröffnete Löhrich noch in den 1920er Jahren ein Pressebüro in Leipzig, anfangs in der Fichtestraße, dann in der Promenadenstraße. Ebenfalls ab den 1920er Jahren und bis in die 1930er Jahre hinein wurde er möglicherweise direkt für den Leipziger Postkartenverlag Trinks & Co. tätig; zumindest wurden Löhrichs Aufnahmen im Sortiment des Verlages mit dem Kürzel Lö markiert.
1929 heiratete Löhrich die kaufmännische Angestellte Elfriede. Anfang der 1930er Jahre wurde Löhrich – parallel zu seinen Aktivitäten bei Trinks & Co. – für den in Berlin sitzenden Verlag August Scherl tätig.
Zur Zeit des Nationalsozialismus und im Jahr des Beginns des Zweiten Weltkrieges zog Löhrich nach Dresden um, wo er mit seinem Unternehmen als Presse-Foto Max Löhrich firmierte.
Nach der Gründung der Deutschen Demokratischen Republik übersiedelte Max Löhrich 1950 in die Bundesrepublik Deutschland und nach München, 1951 dann in das nahegelegene Gröbenzell, wo er seine Firma Lichtbild-Archiv Löhrich unter der Adresse Jägerstraße betrieb.
Mit der Übernahme des Archivs von Trinks & Co. gelangten wohl auch sämtliche im Bestand der Deutschen Fotothek (DF) befindlichen Aufnahmen Löhrichs in die Sammlung der DF – zumindest sind Erwerbungen direkt vom Fotografen bisher nicht bekannt.
Max Löhrich starb am 27. September 1957 in München.

## Schriften
- Vom grünen Harz. Ein Heimatbuch in Bildern und Versen, Goslar am Harz: A. Gebel, 1923
- Der Harz. 48 Bilder in Radierungsmanier, mit 2 Gedichten von Max Löhrich, 46 Bildern von Welin sowie je einem Bild signiert mit Mohr und Hempel, Motive von Bodetal, Blankenburg, Rübeländer Höhlen, Drei Annen Hohne, Elend, Schierke, Brocken, Braunlage, Bad Lauterberg, Wernigerode und Ilsenburg, Oldenburg in Holstein: Simonsen, [ca. 1925]
- Aus Rübezahls Reich. Mit eigenen Lichtbildern des Verfassers, Goslar am Harz: [Vivithorpromenade 2], Naturbildverlag A. Gebel & Co., [1925]; Inhaltsverzeichnis
- Aus Bayerns schönen Bergen, Goslar am Harz: [Vivithorpromenade 2], Naturbildverlag A. Gebel & Co. 1925
- Die letzten schlesischen Damastweber / Max Löhrich (Aufsatz), in: Riesengebirgs-Buchkalender, Bd. 33, Nürnberg: Preußler, [1988], S. 127
  - ebenso in: Braunauer Heimatkalender
- Paul Preis (Red.): Durchs Glatzer Land. Eindrücke und Erlebnisse auf Fahrten und Wanderungen (= Grafschaft Glatzer Buchring; Bd. 15/16), mit Bildern von Marx und Max Löhrich, Lüdenscheid: Grafschafter Bote; Leimen-Heidelberg: Marx, 1957